# Episodi di Hallmark Hall of Fame

## Stagione 1 (1951-1952)
- Amahl and the Night Visitors
- Doctor Serocold
- Love Story
- The Big Build Up
- The Story of Roger Williams
- Florence Nightingale
- Woman with a Sword
- The Plot to Kidnap General Washington
- Mistress of the White House
- Prelude
- Juliette Low and the Girl Scouts
- Constitution Island
- Harriet Quimby
- The Vision of Father Flanagan
- Ordeal by White House
- Amahl and the Night Visitors - 2° produzione
- Anne Bradstreet, Puritan Poetess
- Miracle in May
- The Face of Spain
- A Woman for the Ages
- Reign of Terror
- The Magnificent Failure
- The King's Author
- Nefretiti, Queen of Egypt
- Mr. and Mrs. Freedom
- Forgotten Children
- Our Sister Emily
- The Legend of Josiah Blow
- The Real Glory
- Salvage
- 21-Plus
- The Carlson Legend
- The Last Command
- I Lift Up My Lamp

## Stagione 2 (1952-1953)
- Crabapple Saint
- Refresher Course
- Dutch Treat
- Horns of a Dilemma
- The Bride's Teapot
- Sometimes She's Sunday
- The Bachelor and the Ballot
- Faith Is a Nine-Letter Word
- The Secret Vote
- Line of Duty
- Bread of Freedom
- The Blue and White Lamp
- Mrs. Thanksgiving
- Ten Thousand Words
- Joan of Arc
- The Hills Are Green
- The Small One
- Father Time
- Amahl and the Night Visitors - 3° produzione
- Home Is the Sailor
- Span Through Time
- The General's Bible
- Socrates' Wife
- To My Valentine
- Lincoln's Little Correspondent
- Crown of Audubon
- Dinner for the General
- The Accused
- Horace Mann's Miracle
- The Harp of Erin
- Photograph by Brady
- A Queen Is Born
- The Other Wise Man
- Skipper of the Skies
- The World on a Wire
- Hamlet
- No Man Is an Island
- The Lady of Liberty
- Soldier of Peace
- Proudly I Love
- Spark of Genius
- The Clay of Kings
- Scott's Castle
- Man Against Pain
- The Mercer Girls

## Stagione 3 (1953-1954)
- A Smile for Danger
- Of Time and the River
- A Queen's Way
- McCoy of Abilene
- Never Kick a Man Upstairs
- The Imaginary Invalid
- The Lonely Path
- Of Time and the River - nuova produzione
- The Courtship of Miles Standish
- The Last Voyage
- Man of the Year
- Aesop and Rhodope
- Amahl and the Night Visitors - 4° produzione
- Blaze of Darkness
- John Marshall and the Burr Case
- Crusade to Liberty
- The St. Cloud Storm
- King Richard II
- Lone Star
- The Hands of Clara Schumann
- Crusader Against Cruelty
- Miss Tracy of Mount Vernon
- The Turbulent Air
- The Good Samaritan
- The Road to Tara
- Out of Jules Verne
- The Ordeal of Thomas Jefferson
- Young William Penn
- The Liberator
- The Story of Ruth
- Lafayette for Freedom
- Petticoat Revolution
- Portrait by Whistler
- Moby Dick
- The Story of Father Juniper Serra
- The Armour-Bearer
- A Reckless Youth
- Come to the Window
- Flight from Cathay
- Wife Unto Caesar
- John Paul Jones

## Stagione 10 (1960-1961)
- Shangri-La
- Macbeth
- Golden Child
- Time Remembered
- Give Us Barabbas!
- The Joke and the Valley

## Stagione 11 (1961-1962)
- Macbeth - replica di 10x02
- Victoria Regina
- Arsenic and Old Lace
- Give Us Barabbas! - replica di 10x05

## Stagione 12 (1962-1963)
- The Teahouse of the August Moon
- Cyrano de Bergerac
- Pygmalion
- The Invincible Mr. Disraeli

## Stagione 17 (1967-1968)
- A Bell for Adano
- Saint Joan
- Elizabeth the Queen
- Give Us Barabbas! - replica di 10x05
- L'incomparabile Crichton (The Admirable Crichton)

## Stagione 18 (1968-1969)
- A Punt, A Pass & A Prayer
- Pinocchio
- Teacher, Teacher
- Give Us Barabbas! - replica di 10x05

## Stagione 19 (1969-1970)
- Victoria Regina - replica di 11x02
- The File On Devlin
- The Littlest Angel
- A Storm In Summer
- Neither Are We Enemies

## Stagione 20 (1970-1971)
- Hamlet
- The Littlest Angel - replica di 19x02
- The Price
- Gideon
- A Storm in Summer - replica di 19x03

## Stagione 32 (1982-1983)
- Testimone d'accusa (Witness for the Prosecution)
- Thursday's Child

## Stagione 33 (1983-1984)
- The Winter of Our Discontent
- The Master of Ballantrae

## Stagione 34 (1984-1985)
- Camille
- The Corsican Brothers

## Stagione 35 (1985-1986)
- Love Is Never Silent
- Riposa in pace (Resting Place)

## Stagione 36 (1986-1987)
- Love is Never Silent - replica di 35x01
- La promessa (Promise)
- La pensione (The Room Upstairs)
- Tessuto di menzogne (Pack of Lies)

## Stagione 37 (1987-1988)
- The Secret Garden
- Foxfire
- Le pietre di Ibarra (Stones for Ibarra)
- April Morning

## Stagione 38 (1988-1989)
- Il decimo uomo (The Tenth Man)
- La promessa (Promise) - replica di 36x02
- Home Fires Burning
- Un cuore per cambiare (My Name is Bill W.)

## Stagione 44 (1994-1995)
- The Return of the Native
- The Piano Lesson
- Redwood Curtain

## Stagione 45 (1995-1996)
- Journey
- A Season of Hope
- The Boys Next Door
- Harvest of Fire

## Stagione 46 (1996-1997)
- Calm at Sunset
- The Summer of Ben Tyler
- Old Man
- La piccola Rose (Rose Hill)

## Stagione 47 (1997-1998)
- Parole dal cuore (What the Deaf Man Heard)
- Ellen Foster
- Lettera d'amore (The Love Letter)
- The Echo of Thunder

## Stagione 48 (1998-1999)
- Parole dal cuore (What the Deaf Man Heard) - replica di 47x01
- Saint Maybe
- Amiche per sempre (Grace & Glorie)
- Un nuovo inizio (Night Ride Home)
- Durango

## Stagione 49 (1999-2000)
- La fine dell'inverno (Sarah, Plain and Tall: Winter's End)
- A Natale tutto è possibile (A Season for Miracles)
- La verità nascosta (Missing Pieces)
- Cupido e Cate (Cupid & Cate)

## Stagione 50 (2000-2001)
- Una famiglia ritrovata (The Lost Child)
- The Runaway
- The Flamingo Rising
- La rotta verso casa (Follow the Stars Home)

## Stagione 51 (2001-2002)
- In Love and War
- The Seventh Stream
- My Sister's Keeper
- Little John

## Stagione 52 (2002-2003)
- Il medaglione (The Locket)
- Brush with Fate
- A Painted House

## Stagione 53 (2003-2004)
- Fallen Angel
- The Blackwater Lightship
- Plainsong

## Stagione 54 (2004-2005)
- A Painted House - replica di 52x03
- Back When We Were Grownups
- Fallen Angel - replica di 53x01
- The Magic of Ordinary Days
- Riding the Bus with My Sister

## Stagione 55 (2005-2006)
- Le campane d'argento (Silver Bells)
- The Water Is Wide
- In from the Night

## Stagione 56 (2006-2007)
- Le candele brillavano a Bay Street (Candles on Bay Street)
- The Valley of Light
- Crossroads: A Story of Forgiveness

## Stagione 57 (2007-2008)
- Pictures of Hollis Woods
- Vita al bivio (The Russell Girl)
- Sweet Nothing in My Ear

## Stagione 58 (2008-2009)
- La mia fedele compagna (Front of the Class)
- Un vero amore per Leah (Loving Leah)
- Il coraggio di Irena Sendler (The Courageous Heart of Irena Sendler)

## Stagione 59 (2009-2010)
- A Dog Named Christmas
- The Magic of Ordinary Days - replica di 54x04
- When Love Is Not Enough: The Lois Wilson Story

## Stagione 60 (2010-2011)
- Miracolo a novembre (November Christmas)
- L'ultimo San Valentino (The Lost Valentine)
- Oltre la lavagna - La scuola della speranza (Beyond the Blackboard)

## Stagione 61 (2011-2012)
- Have a Little Faith
- A Smile as Big as the Moon
- Firelight

## Stagione 62 (2012-2013)
- Natale con Holly (Christmas with Holly)
- Un amore di candidato (The Makeover)
- Ricordami ancora (Remember Sunday)

## Stagione 63 (2013-2014)
- Un Natale speciale (Christmas in Conway)
- Ho sognato l'amore (In My Dreams)

## Stagione 64 (2014-2015)
- Il Natale più bello di sempre (One Christmas Eve)
- Qualcosa di inaspettato (Away & Back)

## Stagione 65 (2015-2016)
- Appena in tempo per Natale (Just in Time for Christmas)

## Stagione 66 (2016-2017)
- Il mio angelo di Natale (A Heavenly Christmas)
- Un'ultima occasione d'amore (Love Locks)

## Stagione 67 (2017-2018)
- Quel lungo viaggio di Natale (The Christmas Train)
- La casa dei miei ricordi (The Beach House)

## Stagione 68 (2018-2019)
- Il Natale dei ricordi (Christmas Everlasting)
- L'amore spicca il volo (Love Takes Flight)

## Stagione 69 (2019-2020)
- A Christmas Love Story